# مهاجرت اجباری داخلی

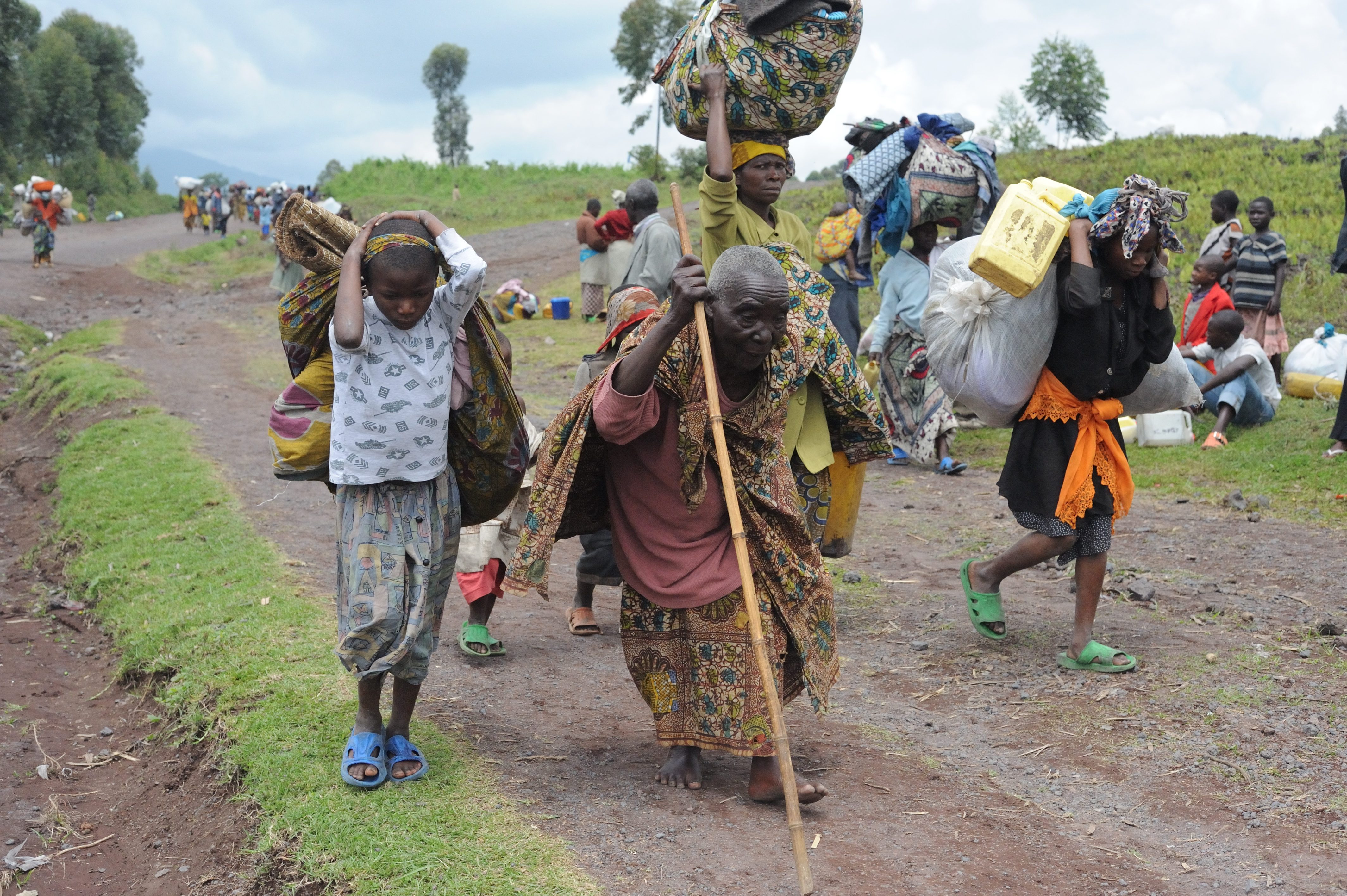
روستائیان در جنگ ۲۰۰۸ نورد-کیو در حال فرار از تیراندازی در یک اردوگاه برای افراد آواره داخلی هستند

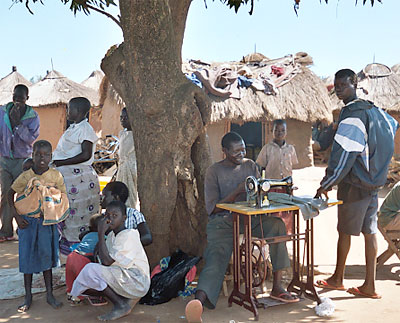
خیاط در اردوگاه مهاجران در Labuje در اوگاندا.

مهاجرت اجباری داخلی (انگلیسی: internally displaced person) به مهاجرت شخص یا گروهی (IDP) گفته می‌شود که در نتیجهٔ جنگ، یا به منظور اجتناب از خساراتِ درگیری‌های مسلحانه، خشونت‌های عمومی، نقض حقوق بشر، پاکسازی قومی یا رخدادهای طبیعی یا حوادث ساختهٔ دست بشر ناچار به فرار یا ترک خانه و کاشانهٔ خود به صورت دائم شده‌اند اما از مرزهای رسمی کشورشان عبور نکرده‌اند. آن‌ها اغلب پناهنده نامیده می‌شوند، اگر چه در تعریف قانونیِ پناهنده نمی‌گنجند.

## تعاریف
مهاجران اجباری داخلی جزو گروه‌هایی هستند که وسایل امرار معاش خود را در اثر جنگ و ناامنی، فقر و بیکاری یا حوادث طبیعی و عوامل دیگری که خارج از اراده افراد است، از دست داده‌اند و در این حالت حق دارند که مورد توجه و مساعدت قرار بگیرند و بتوانند از یک «زندگی آبرومندانه» برخوردار شوند.
میثاق بین‌المللی حقوق مدنی و سیاسی کنوانسیون ۱۹۵۱ پناهندگان، با آنکه از مهاجرت اجباری داخلی به صورت مشخص نام نمی‌برد، در ماده‌های مختلف به «برخورداری شهروندان از حقوق اساسی برای بهره‌مندی از شرایط یک زندگی آبرومندانه» تأکید می‌کند. مادهٔ هفتم این میثاق به تأمین اجتماعی هر فرد تأکید می‌کند. در مادهٔ ۱۱ کشورهای طرف حساب را مکلف می‌سازد که «حق هر کس را به داشتن سطح زندگی کافی برای خود و خانواده‌اش شامل خوراک، پوشاک و مسکن کافی و همچین بهبود مداوم شرایط زندگی به رسمیت بشناسد» و «به منظور تأمین این حقوق تدابیر مقتضی را اتخاذ کنند.» همین‌طور در بندهای بعدی این ماده و ماده‌های دیگر، به «فراغت از گرسنگی»، «توزیع منصفانه ذخایر و منابع غذا»، «بهره‌مندی از بهترین حال سلامت جسمی و روحی»، «بهره‌مندی از آموزش و پرورش» و جُز این‌ها تأکید می‌کند. مهاجر اجباری داخلی، از آنجا که در معرض این آسیب‌ها قرار دارد، جزو گروه‌هایی است که در این زمینه‌ها باید مورد توجه جدی قرار گیرد.

## برآورد آمار
در پایان ۲۰۱۴، شمار مهاجران اجباری داخلی در سراسر جهان ۳۸٫۲ میلیون نفر اعلام شد؛ این بالاترین میزان مهاجرت از سال ۱۹۸۹ به‌شمار می‌رود، یعنی اولین سالی که آمار جهانی مهاجرت اجباری داخلی در دسترس قرار گرفت. کشورهایی که بزرگترین جمعیت مهاجران اجباری داخلی را تشکیل می‌دهند عبارتند از سوریه (۷٫۶ میلیون)، کلمبیا (۶ میلیون)، عراق (۳٫۶ میلیون)، جمهوری دموکراتیک کنگو (۲٫۸ میلیون)، سودان (۲٫۲ میلیون)، سودان جنوبی (۱٫۶ میلیون)، پاکستان (۱٫۴ میلیون)، نیجریه (۱٫۲ میلیون) و سومالی (۱٫۱ میلیون).
سازمان ملل متحد و کمیساریای عالی پناهندگان سازمان ملل متحد از نظارت و تجزیه و تحلیل در مورد مرکز نظارت مهاجرت اجباری داخلی IDP ژنو حمایت می‌کنند.

## جمعیت مهاجران داخلی اجباری
بسیار دشوار است که بتوان آمار دقیقی از شمار مهاجران اجباری ارائه کنیم. مهاجران اجباری ممکن است به خانه بازگردند در حالی که دیگران فرار می‌کنند، بعضی دیگر ممکن است به‌طور دوره ای به اردوگاه‌های IDP برای برخورداری از کمک‌های بشردوستانه مراجعه کنند. در حالی که موارد آوارگان داخلی در اردوگاه‌های بزرگ مانند کسانی که در دارفور، غرب سودان به سر می‌برند نسبتاً گزارش شده‌است، ارزیابی از این مهاجران داخلی که به شهر یا شهرهای بزرگ می‌گریزند بسیار دشوار است. در بسیاری از موارد لازم است تا با استفاده از مکمل‌های رسمی و اطلاعات اضافی به دست آمده از طریق سازمان‌های بشردوستانه بر روی زمین آمار را تکمیل کرد. به این ترتیب، برآورد۲۴٫۵ میلیون نفر مهاجرت اجباری را می‌توان مورد توجه قرار داد. علاوه بر این، عمده آمار رسمی شامل افرادی است که در اثر درگیری یا بلایای طبیعی آواره شده‌اند. برآورد شده‌است که بین ۷۰ تا ۸۰ درصد از همه مهاجران داخلی، را زنان و کودکان تشکیل می‌دهند.
در سال ۲۰۱۰، ۵۰ درصد از مهاجران داخلی و پناهندگان در مناطق شهری به سر می‌بردند، بسیاری از آن‌ها در مهاجرت طولانی مدت کمتر به خانه بازگشته‌اند.